# Grande Prêmio da Bélgica de 1960
Resultados do Grande Prêmio da Bélgica de Fórmula 1 realizado em Spa-Francorchamps à 19 de junho de 1960. Quinta etapa da temporada, foi vencida pelo australiano Jack Brabham, mas entrou para a história devido às mortes brutais de Chris Bristow e Alan Stacey, bem como os sérios acidentes envolvendo Stirling Moss e Mike Taylor.

## Classificação da prova
| Pos. | Nº | Piloto             | Construtor    | Voltas | Tempo/Diferença | Grid | Pontos |
| ---- | -- | ------------------ | ------------- | ------ | --------------- | ---- | ------ |
| 1    | 2  | Jack Brabham       | Cooper-Climax | 36     | 2:21.37.3       | 1    | 8      |
| 2    | 4  | Bruce McLaren      | Cooper-Climax | 36     | + 1:03.3        | 14   | 6      |
| 3    | 34 | Olivier Gendebien  | Cooper-Climax | 35     | + 1 volta       | 5    | 4      |
| 4    | 24 | Phil Hill          | Ferrari       | 35     | + 1 volta       | 4    | 3      |
| 5    | 18 | Jim Clark          | Lotus-Climax  | 34     | + 2 voltas      | 10   | 2      |
| 6    | 32 | Lucien Bianchi     | Cooper-Climax | 28     | + 8 voltas      | 15   | 1      |
| Ret  | 10 | Graham Hill        | BRM           | 35     | Motor           | 6    |        |
| FAT  | 16 | Alan Stacey        | Lotus-Climax  | 24     | Acidente fatal  | 17   |        |
| Ret  | 22 | Willy Mairesse     | Ferrari       | 23     | Transmissão     | 13   |        |
| Ret  | 26 | Wolfgang von Trips | Ferrari       | 22     | Transmissão     | 11   |        |
| FAT  | 36 | Chris Bristow      | Cooper-Climax | 19     | Acidente fatal  | 9    |        |
| Ret  | 30 | Chuck Daigh        | Scarab        | 16     | Motor           | 18   |        |
| Ret  | 6  | Jo Bonnier         | BRM           | 14     | Motor           | 7    |        |
| Ret  | 14 | Innes Ireland      | Lotus-Climax  | 13     | Acidente        | 8    |        |
| Ret  | 8  | Dan Gurney         | BRM           | 4      | Motor           | 12   |        |
| Ret  | 38 | Tony Brooks        | Cooper-Climax | 2      | Câmbio          | 2    |        |
| Ret  | 28 | Lance Reventlow    | Scarab        | 1      | Motor           | 16   |        |
| DNS  | 12 | Stirling Moss      | Lotus-Climax  | 0      | Acidente        | 3    |        |
| DNS  | 20 | Mike Taylor        | Lotus-Climax  | 0      | Acidente        | 19   |        |

## Tabela do campeonato após a corrida
|   | Pos. | Piloto        | Pontos |
| - | ---- | ------------- | ------ |
|   | 1    | Bruce McLaren | 20     |
| 2 | 2    | Jack Brabham  | 16     |
| 1 | 3    | Stirling Moss | 11     |
| 1 | 4    | Jim Rathmann  | 8      |
|   | 5    | Innes Ireland | 7      |

|  | Pos. | Construtor      | Pontos |
|  | ---- | --------------- | ------ |
|  | 1    | Cooper-Climax   | 30     |
|  | 2    | Lotus-Climax    | 17     |
|  | 3    | Ferrari         | 15     |
|  | 4    | BRM             | 6      |
|  | 5    | Cooper-Maserati | 3      |

- Nota: Somente as primeiras cinco posições estão listadas. Apenas os seis melhores resultados, dentre pilotos ou equipes, eram computados visando o título. Neste ponto esclarecemos: na tabela dos construtores figurava somente o melhor resultado dentre os carros de um mesmo time.